# Igus
La igus GmbH è un costruttore tedesco di cuscinetti e catene portacavi con sede a Colonia.

## Storia

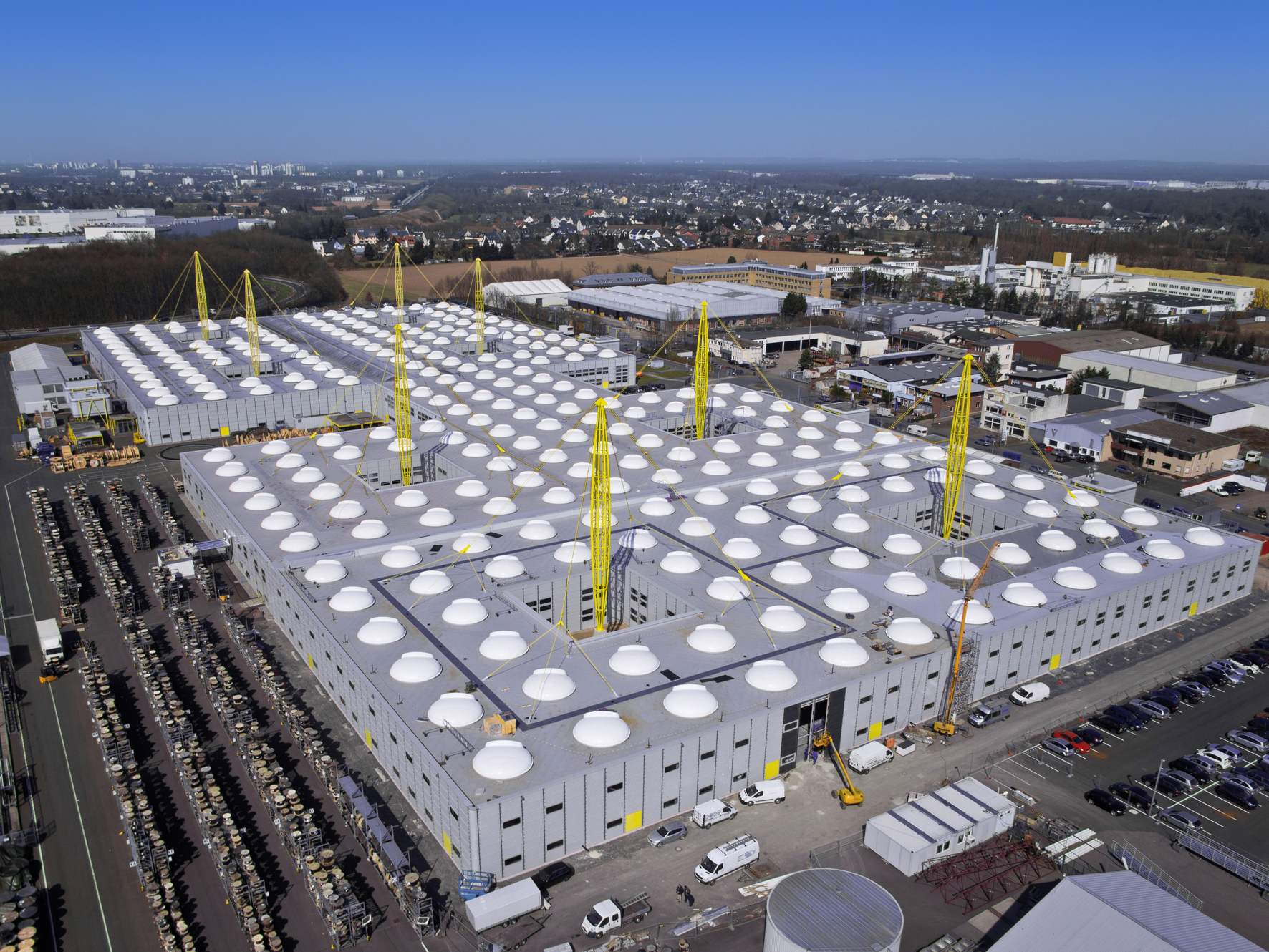
Sede igus a Colonia

La società venne fondata il 15 ottobre 1964 da Günter e Margret Blase a Colonia-Mülheim. Per 20 anni lavorarono come fornitori per l'industria, con prodotti in polimero. Nel 1983 venne prodotta la prima catena portacavi in polimero. Dal 1985 al 2019 i collaboratori Igus sono passati da 40 a circa 4150.
Igus ha ricevuto per la prima volta nel 2012 l'appellativo di Hidden Champion.
La sede di Colonia è stata progettata da Nicholas Grimshaw.

## Onorificenze
- 2012 "Hidden Champion" (H. Simon 2012)
- 2009 "Top-Ausbildungsbetrieb" dalla IHK di Colonia e GVK
- 2006 "Top-Ausbildungsbetrieb" dalla Bundesagentur für Arbeit
- 2005 "iF design gold award", per il igus Corporate Design Buch
- dal 1987 "iF product design award" per 23 prodotti igus